# José Rodríguez (Fußballspieler, 1994)
José Rodríguez Martínez (* 16. Dezember 1994 in Villajoyosa) ist ein spanischer Fußballspieler. Meist spielt er als zentraler oder defensiver Mittelfeldspieler.

## Vereinskarriere
Rodríguez begann seine Laufbahn im Klub seiner Geburtsstadt Villajoyosa CF. Mit zwölf Jahren wechselte er in die Provinzhauptstadt zu Hércules Alicante, wo er zwei Saisons verbrachte. Im Alter von 14 Jahren gelangte er in die Jugendakademie von Real Madrid, an der er in der Mannschaft Cadete A (U-16) begann. Im Juni 2011 bestritt er mit der U-17 das internationale Turnier Mundial de Clubes Comunidad de Madrid Sub-18 und wurde zum besten Spieler gewählt.
Im Sommer 2011 bemühte sich der FC Arsenal um die Dienste des Mittelfeldspielers, letztlich blieb er jedoch in Madrid und unterschrieb einen Profivertrag bei Real.
Nach einer Saison in der A-Jugend des Klubs wurde Rodríguez im Sommer 2012 in den Kader der zweiten Mannschaft Real Madrid Castilla übernommen, für den er am 1. September 2012 gegen UD Almería sein Debüt in der Segunda División gab. Seinen ersten Einsatz im A-Kader von Real Madrid hatte er am 31. Oktober 2012 im Spanischen Pokal im Spiel gegen CD Alcoyano. Er erzielte dabei das Tor zum 3:0. Sein Debüt in der Primera División gab er am 1. Dezember 2012 im Derbi madrileño gegen Atlético Madrid.
Zur Saison 2014/15 wechselte Rodríguez leihweise zu Deportivo La Coruña. Am 31. Juli 2015 unterzeichnete er einen Vierjahresvertrag bei Galatasaray Istanbul.
Zur Saison 2016/17 wurde er vom deutschen Bundesligisten 1. FSV Mainz 05 für vier Jahre verpflichtet. Bei seinem Bundesligadebüt, dem 3:1-Sieg gegen den FC Augsburg am 3. Spieltag, wurde Rodríguez nach seiner Einwechslung für Jean-Philippe Gbamin in der 85. Spielminute wegen groben Foulspiels an Dominik Kohr in der Nachspielzeit des Feldes verwiesen. Er wurde anschließend vom DFB für fünf Spiele gesperrt.
Am 31. Januar 2017 wurde er bis Saisonende an den FC Málaga verliehen. Anschließend kehrte er zu Mainz 05 zurück und wurde Anfang September 2017 an Maccabi Tel Aviv verliehen, Ende August 2018 an Fortuna Sittard. Im August 2019 wurde sein Vertrag mit Mainz 05 aufgelöst.
Rodríguez kehrte anschließend zum FC Málaga zurück und unterschrieb dort einen Vertrag bis Sommer 2022. Ende Januar 2020 wurde er für den Rest der Saison an den in der Segunda División, der zweithöchsten spanischen Liga, spielenden CF Fuenlabrada ausgeliehen. Rodríguez bestritt 14 von 17 möglichen Ligaspielen für Fuenlabrada und schoss dabei ein Tor.
Für Málaga selbst erhielt er von LaLiga, dem Organisator der spanischen Profiligen, aus finanziellen Gründen keine Spielerlaubnis. Mitte September 2020 wechselte er nach Maccabi Haifa. Insgesamt bestritt er für Haifa 56 Ligaspiele mit einem geschossenen Tor, 9 Pokalspiele und 16 Europapokal-Spiele.
Mitte August 2022 wechselte er zum belgischen Erstdivisionär Royale Union Saint-Gilloise und unterschrieb dort einen Vertrag mit einer Laufzeit von zwei Jahren. Im Februar 2023 wurde sein Vertrag im gegenseitigen Einvernehmen aufgelöst. Nach mehrmonatiger Vereinslosigkeit unterschrieb Rodríguez zur Saison 2023/24 einen Vertrag bei Hapoel Tel Aviv. Von dort wechselte er im Februar 2024 zu Adana Demirspor. Seit August 2024 ist er wieder vereinslos.

## Nationalmannschaft
Rodríguez absolvierte am 16. Oktober 2010 im Alter von 15 Jahren in der Qualifikation für die Europameisterschaft 2011 sein Debüt in der spanischen U-17 Nationalmannschaft. In seinem ersten Spiel erzielte er ein Tor gegen Moldawien. Mit der U-19 nahm er an der Endrunde der Europameisterschaft 2013 teil und erreichte das Halbfinale. 2015 lief er für die spanische U-21-Nationalmannschaft auf.

## Titel und Erfolge
Real Madrid:
- UEFA Champions League: 2014

Galatasaray Istanbul:
- Türkischer Fußballpokal: 2016

## Sonstiges
Rodríguez gehört der Volksgruppe der Gitanos (spanische Roma) an.